# Djalma Dutra

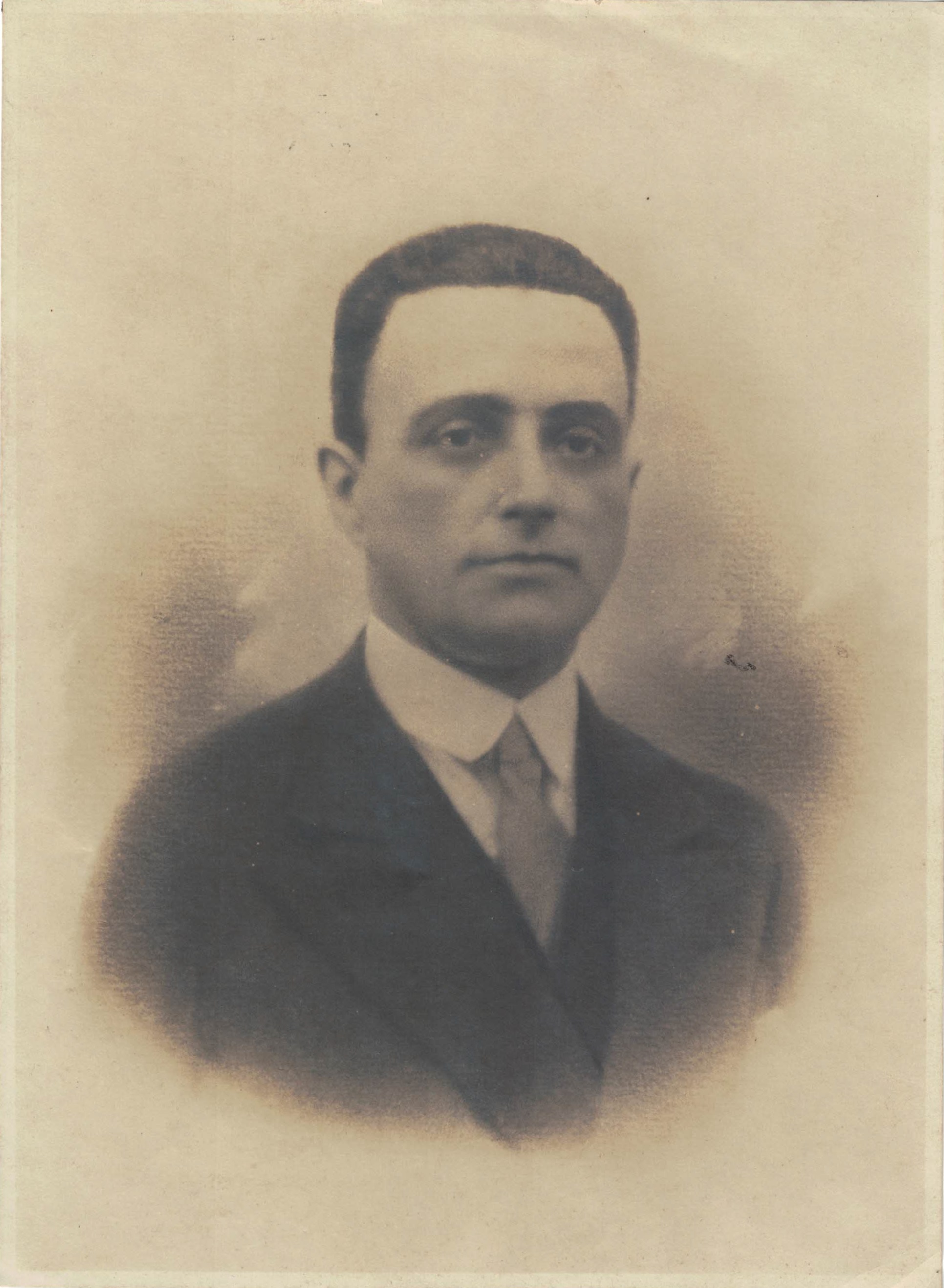
Djalma Soares Dutra

Djalma Soares Dutra (Rio de Janeiro, 15 de julho de 1895 - Três Corações, 27 de outubro de 1930) foi um militar e revolucionário brasileiro. Cursou a Escola Militar do Realengo possivelmente na mesma turma que Luís Carlos Prestes, Siqueira Campos e Eduardo Gomes. Participou dos movimentos revolucionários de 1922, quando se amotinou em Dom Pedrito no Rio Grande do Sul. fugiu e posteriormente integrou a Coluna Prestes entre 1925 e 1927, chegando a patente de Coronel, e a ser um dos comandantes de um de seus destacamentos composto de gaúchos e paulistas. Depois de várias vitórias e fugas como parte da coluna se exilou na Argentina, de onde retornou  para Belo Horizonte para ser revolucionário em 1930. Participou da tomada da cidade de Belo Horizonte, onde suas tropas foram aumentada pelo recrutamento de voluntários para a luta, com as armas contrabandeadas pelo governador Olegário Maciel. Morreu na tomada de Três Corações.

## Biografia

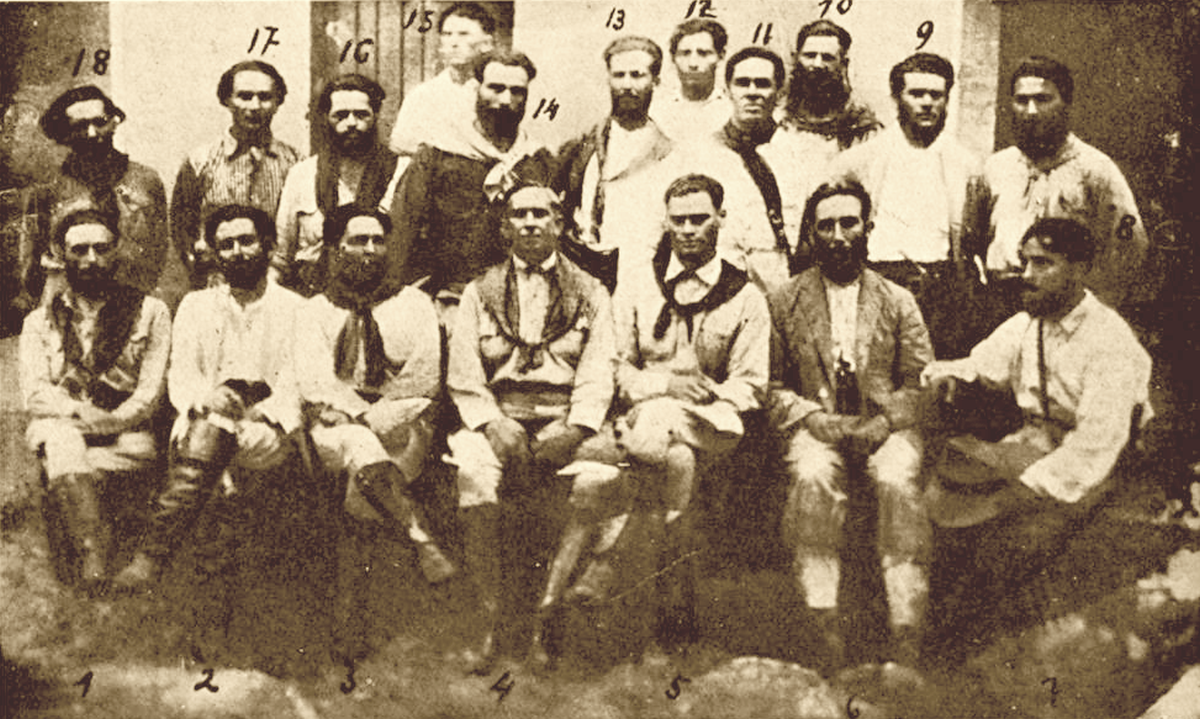
Comando da 1ª Divisão Revolucionária, 1925. Djalma Dutra é o primeiro sentado, da esquerda para a direita.

Djalma Soares Dutra nasceu no Rio de Janeiro, em 1895, em uma família de tradição militar. Era irmão do Almirante Alfredo Carlos Soares Dutra; filho do Capitão de Fragata João Antonio Soares Dutra; e neto materno do Alferes do Exército Álvaro da Serra Carneiro, que morreu na Guerra do Paraguai. Aos 19 anos cursou a Escola Militar do Realengo. Em 1922 envolveu-se com os movimentos revolucionários daquele ano e foi considerado desertor quando servia no regimento de Dom Pedrito.
Em seguida teve participação destacada na Coluna Prestes comandando um dos quatro destacamentos em que se dividia o exército rebelde que percorreu cerca de 25 mil quilômetros pelo interior do Brasil entre 1925 e 1927. Após as tropas da Coluna já desgastadas pela longa marcha terem abandonado o território brasileiro, encerrando aquela fase da luta, exilou-se na Argentina junto com a maioria dos demais líderes revolucionários. No ano de 1929 viajou clandestinamente ao Brasil em companhia de Siqueira Campos para preparar uma insurreição em São Paulo. Em janeiro de 1930, foi preso na capital paulista mas logo conseguiu fugir da prisão, retornando imediatamente ao trabalho revolucionário.
Com a derrota da candidatura oposicionista de Getúlio Vargas nas eleições presidenciais realizadas em março daquele ano voltou a São Paulo para preparar a deflagração do movimento armado que visava depor o presidente Washington Luís. Em seguida viajou a Buenos Aires para tentar convencer Luís Carlos Prestes a não divulgar um manifesto que havia redigido com violentas críticas aos líderes do movimento. Em outubro quando a revolução teve início encontrava-se em Minas Gerais onde participou de combates ate a sua morte em 1930.

## Morte
Djalma morreu em outubro de 1930 quando estava comandando a tropa do 4º Regimento de Cavalaria sediado em Três Corações.

## Referência bibliográfica
- ___________. Grande Enciclopédia Larousse Cultural. São Paulo: Plural Editoral e Gráfica, 1998.